# Гомельское
Гомельское (укр. Гомельське) — село,
Червоненский сельский совет,
Криворожский район,
Днепропетровская область,
Украина.
Код КОАТУУ — 1221887002. Население по переписи 2001 года составляло 152 человека.
Село основано в 1924 году переселенцами из Беларуси (Могилевская область, Кричевский район)

## Географическое положение
Село Гомельское находится в 0,5 км от посёлка Рудничное.
Рядом проходит железная дорога, станция Платформа 6 км в 1,5 км.